# Маннерсдорф-ан-дер-Рабніц
Маннерсдорф-ан-дер-Рабніц (нім. Mannersdorf an der Rabnitz) — громада округу Оберпуллендорф у землі Бургенланд, Австрія.
Маннерсдорф-ан-дер-Рабніц лежить на висоті  245 м над рівнем моря і займає площу  38,4 км². Громада налічує 1819 мешканців. 
Густота населення 47/км².  
|                                                    |
| Маннерсдорф-ан-дер-Рабніц на мапі округу та землі. |

 Адреса управління громади: Hauptstraße 68, 7444 Mannersdorf an der Rabnitz. 

## Демографія
Історична динаміка населення міста за даними сайту Statistik Austria

## Виноски
1. ↑  Dauersiedlungsraum der Gemeinden Politischen Bezirke und Bundesländer - Gebietsstand 1.1.2018 — Статистичне управління Австрії.
2. ↑  Einwohnerzahl 1.1.2018 nach Gemeinden mit Status, Gebietsstand 1.1.2018 — Статистичне управління Австрії.
3. ↑  www.mannersdorf-adr.at. Архів оригіналу за 12 квітня 2022. Процитовано 17 квітня 2022.
4. ↑  Gemeindedaten von Mannersdorf an der Rabnitz. Архів оригіналу за 29 вересня 2007. Процитовано 11 листопада 2013.

| Австрія | Це незавершена стаття з географії Австрії. Ви можете допомогти проєкту, виправивши або дописавши її. |